# Yehuda Bacon
 (juin 2020).
Yehuda Bacon, né le 28 juillet 1929, est artiste et un survivant du camp de concentration d’Auschwitz en Pologne.

## Biographie
Il est né dans une famille juive orthodoxe. En l'automne 1942, à l'âge de 13 ans, il a été déporté avec sa famille de dans le ghetto de Theresienstadt, il partage une chambre avec George Brady. À Theresienstadt, il joue dans l'opéra pour enfants. En décembre 1943, il est envoyé au concentration et camp d'extermination d'Auschwitz. Lui et d'autres enfants emprisonnés ont été utilisés pour éblouir le Comité international de la Croix-Rouge comme soi-disant "camp familial".
En juin 1944, il a vu son père être assassiné dans les chambres à gaz. À cette époque, sa mère et sa sœur Hanna ont été déportés au camp de concentration de Stutthof, où ils sont morts quelques semaines avant sa libération. Le 18 janvier 1945 il participe à la marche de la mort jusqu'à Mauthausen. En mars, il est envoyé à Gunskirchen. Le 5 mai 1945 il est libéré par l'armée américaine. Lui et son ami Wolfie Adler, qui devint plus tard rabbin en Israël, quittent le camp. Ils sont emmenés à l'hôpital en Autriche.
Il retourne à Prague. Il vit dans un orphelinat au château de 'Štiřín'. Il décide de devenir artiste et il essaye d'écrire ce qu'il a vécu. Comme survivant, il a une responsabilité de raconter son histoire et d'enseigner aux générations futures.
En 1946, il s'installe en Palestine mandataire. Il étudie à la 'Bezalel Academy of Arts and Design'. En 1959 il est nommé professeur de graphisme. Il dessine ce qu'il a vu dans les camps de concentration.
Il témoigne au procès d'Adolf Eichmann à Jérusalem.
Son art se compose d'une « interaction synergique »[réf. nécessaire]. Ses œuvres sont conservées dans plusieurs musées et collections du monde, notamment au Musée d'Israël, à Yad Vashem, et au British Museum de Londres, qui conserve des dessins, des aquarelles, des gravures à l'eau-forte et à l'aquatinte ainsi qu'une lithographie.